# Holcomycteronus
Holcomycteronus es un género de peces teleósteos de la familia Ophidiidae. Holcomycteronus comprende seis especies de peces abisales marinos y ciegos. El género se conocía antes como Grimaldichthys, nombre proveniente de la familia Grimaldi de Mónaco.

## Especies
- Holcomycteronus aequatoris (H. M. Smith & Radcliffe, 1913)
- Holcomycteronus brucei (Dollo, 1906)
- Holcomycteronus digittatus Garman, 1899
- Holcomycteronus profundissimus (Roule, 1913)
- Holcomycteronus pterotus (Alcock, 1890)
- Holcomycteronus squamosus (Roule, 1916)

- Datos: Q2166039
- Multimedia: Holcomycteronus / Q2166039
- Especies: Holcomycteronus